# Улян-Майорат (гміна)
Гміна Улян-Майорат (пол. Gmina Ulan-Majorat) — сільська гміна у східній Польщі. Належить до Радинського повіту Люблінського воєводства.
Станом на 31 грудня 2011 у гміні проживало 6160 осіб.

## Площа
Згідно з даними за 2007 рік площа гміни становила 107.77 км², у тому числі:
- орні землі: 83.00%
- ліси: 10.00%

Таким чином, площа гміни становить 11.17% площі повіту.

## Населення
Станом на 31 грудня 2011:
| Опис     | Загалом | Загалом | Чоловіки | Чоловіки | Жінки | Жінки |
| -------- | ------- | ------- | -------- | -------- | ----- | ----- |
| одиниця  | осіб    | %       | осіб     | %        | осіб  | %     |
| все      | 6160    | 100     | 3196     | 51.88    | 2964  | 48.12 |
| міське   | 0       | 100     | 0        |          | 0     |       |
| сільське | 6160    | 100     | 3196     | 51.88    | 2964  | 48.12 |

## Сусідні гміни
Гміна Улян-Майорат межує з такими гмінами: Боркі, Войцешкув, Конколевниця, Луків, Радинь-Підляський.